# Castle Thunder
Castle Thunder in  Richmond, Virginia war ein Militärgefängnis des konföderierten Heeres während des Sezessionskrieges. Es bestand aus drei Gebäuden eines Häuserblocks an der Cary Street: einer ehemaligen Tabakfabrik, einem Warenhaus und einem Fabrikgebäude.
Es diente zur Aufnahme von Zivilgefangenen, zu denen politische Häftlinge zählten, Spionen der Nordstaaten und besonders solchen, die des Verrats beschuldigt wurden. Eine nicht geringe Anzahl der Insassen bestand aus zum Tode Verurteilten. Obwohl es den Insassen erlaubt war, Pakete mit medizinischem Inhalt und anderen Artikel zur Erleichterung des Lebens zu erhalten, bzw. einzukaufen, war das Gefängnis wegen der Brutalität der Wachen nicht weniger gefürchtet als das berüchtigte Libby-Gefängnis.
Kommandant war Hauptmann George W. Alexander. Bei Kämpfen in Maryland war er von Unionstruppen gefangen genommen worden. Es gelang ihm jedoch zu fliehen und zu den eigenen Truppen zurückzukehren. Er erhielt danach den Posten des Gefängniskommandanten in Richmond.
Nachdem sich die unverhältnismäßige und überzogene Brutalität des Wachpersonals und ihres kommandierenden Offiziers herumgesprochen hatte, sah sich das konföderierte Repräsentantenhaus 1863 genötigt, eine Untersuchung des Verhaltens Alexanders einzuleiten. Dieser wurde der Härte, Unmenschlichkeit, Tyrannei und Unredlichkeit bezichtigt. Die Anschuldigungen gegen Alexander wurden schließlich fallen gelassen, da er zu seiner Rechtfertigung erfolgreich die Schlechtigkeit der Gefangenen und deren abgebrühten Charakter anführte.

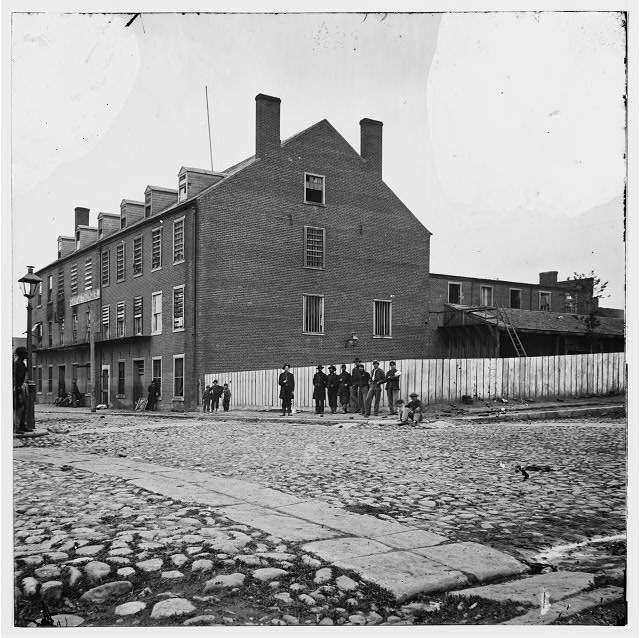
Castle Thunder Gefängnis. Richmond, Virginia. 1865

Einer der Insassen war ein Offizier der Nordstaaten, William Jackson Palmer (1836–1909). Er wurde 1862 aufgegriffen, als er vor der Schlacht am Antietam in Zivilkleidung in den Stellungen der konföderierten Nord-Virginia-Armee unterwegs war. Er hatte den Auftrag, Informationen für den Oberbefehlshaber der Potomac-Armee, Generalmajor George B. McClellan zu sammeln. Von den Südstaatentruppen angehalten, gab er an, W.J. Peters zu heißen und als Eigner einer Mine auf Inspektionstour zu sein. Obwohl man ihn nicht direkt für einen Spion hielt, wurde er wegen der merkwürdigen Umstände festgesetzt und nach Castle Thunder verbracht. Bei einem Gefangenenaustausch kam er im Februar 1863 wieder frei.
Eine andere bekannte Persönlichkeit war die Ärztin Mary Edwards Walker, die einzige weibliche Person, die je die Medal of Honor erhalten hat.
Nachdem die Unionstruppen die Stadt Richmond eingenommen hatten, diente Castle Thunder als Gefängnis für Kriegsverbrechen verdächtigte Südstaatler. Eine zu diesem Zeitpunkt Inhaftierte war Mollie Bean, eine Frau, die zwei Jahre unerkannt im  47. North Carolina-Infanterie-Regiment gekämpft hatte und dabei zweimal verwundet worden war. Sie gab an, sie habe sich lediglich als Mann ausgegeben, um in das konföderierte Heer eintreten zu können, wurde jedoch von den sie gefangen nehmenden U.S.-Truppen der Spionage verdächtigt.
Das Gebäude brannte 1879 ab; an der Stelle (Ecke East Cary Street – North 18th Street) befindet sich heute ein Parkplatz.